# Wahlkreis Henley

Der Wahlkreis mit den Grenzen von 2007

Henley ist ein Wahlkreis für das britische Unterhaus in der Grafschaft Oxfordshire. Der Wahlkreis wurde 1885 in seiner heutigen Form geschaffen und deckt einen Großteil von Henley-on-Thames, Thame und Chinnor ab. Er entsendet einen Abgeordneten ins Parlament.

## Geschichte
Der Wahlkreis wurde 1885 aus der ehemaligen county constituency Oxfordshire geschaffen, welche von drei Vertretern im House of Commons repräsentiert wurde. Diese wurde in die drei Wahlkreise Banbury, Henley und Woodstock aufgeteilt. Henley wird seit der Unterhauswahl im Januar 1910 durchgehend von Angehörigen der Conservative Party vertreten. Lediglich von 1906 bis 1910 amtierte ein Abgeordneter der Liberal Party.
Seit der Nachwahl 2008, welche fällig wurde, da Boris Johnson, der bisherige Vertreter, sein Amt als Mayor of London antrat, vertritt John Howell den Wahlkreis im House of Commons.
Der Wahlkreis wies im April 2013 eine Arbeitslosigkeit von 1,1 % auf. Dieser Wert lag damit deutlich niedriger als der nationale Durchschnitt von 3,8 %.

## Bekannte Vertreter
- Sir Robert Hermon-Hodge, 1. Baron Wyfold – MP von 1895 bis 1906
- Valentine Fleming – MP von 1910 bis 1917
- Michael Heseltine – MP von Februar 1974 bis 2001
- Boris Johnson – MP von 2001 bis 2008

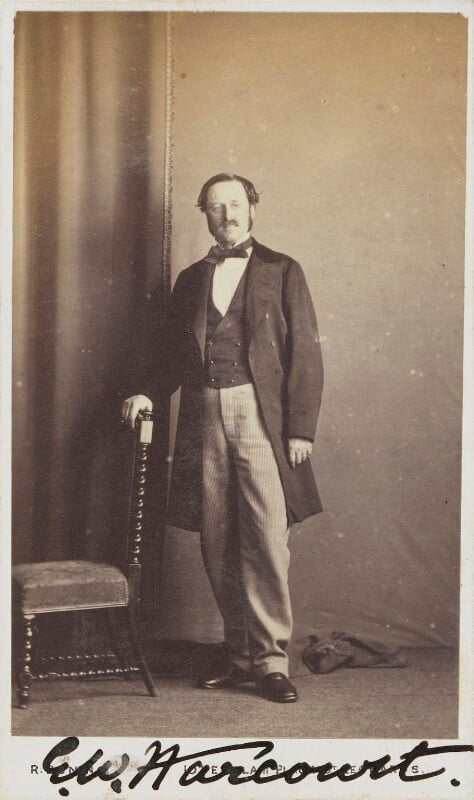
Edward William Harcourt (MP von 1885 bis 1886)
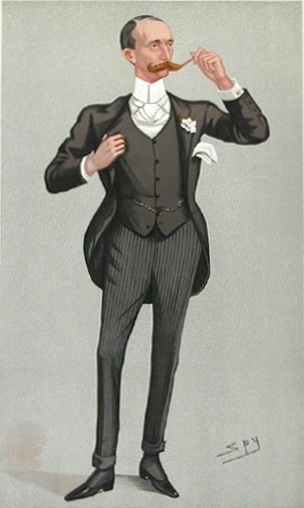
Robert Hermon-Hodge
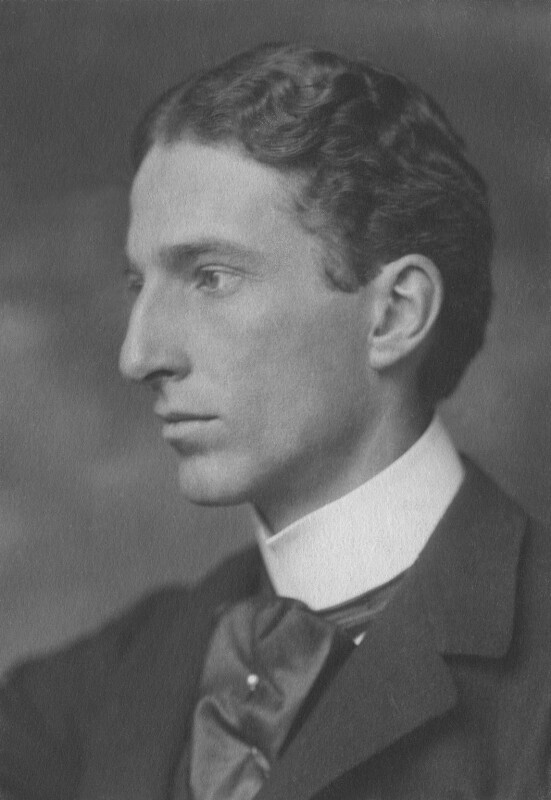
Philip Morrell (MP von 1906 bis Januar 1910)
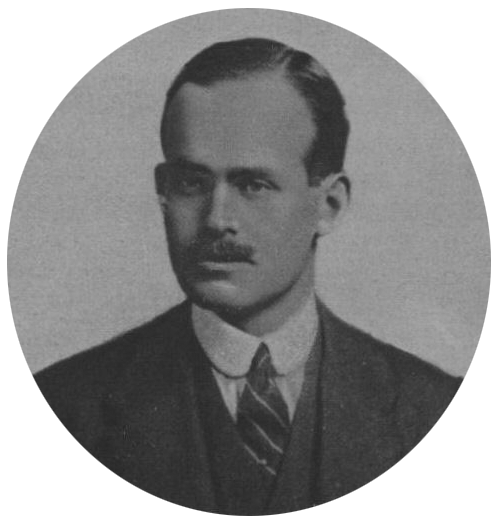
Valentine Fleming
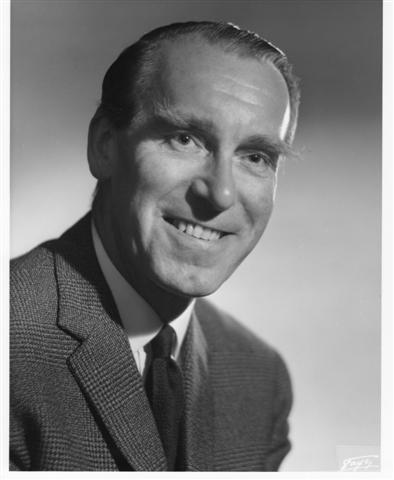
John Hay (MP von 1960 bis Februar 1974)
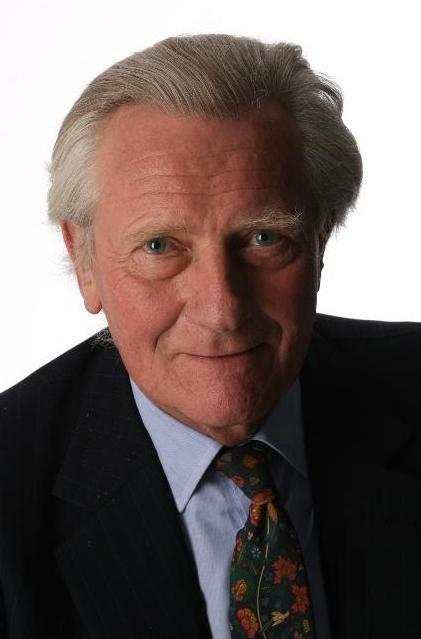
Michael Heseltine
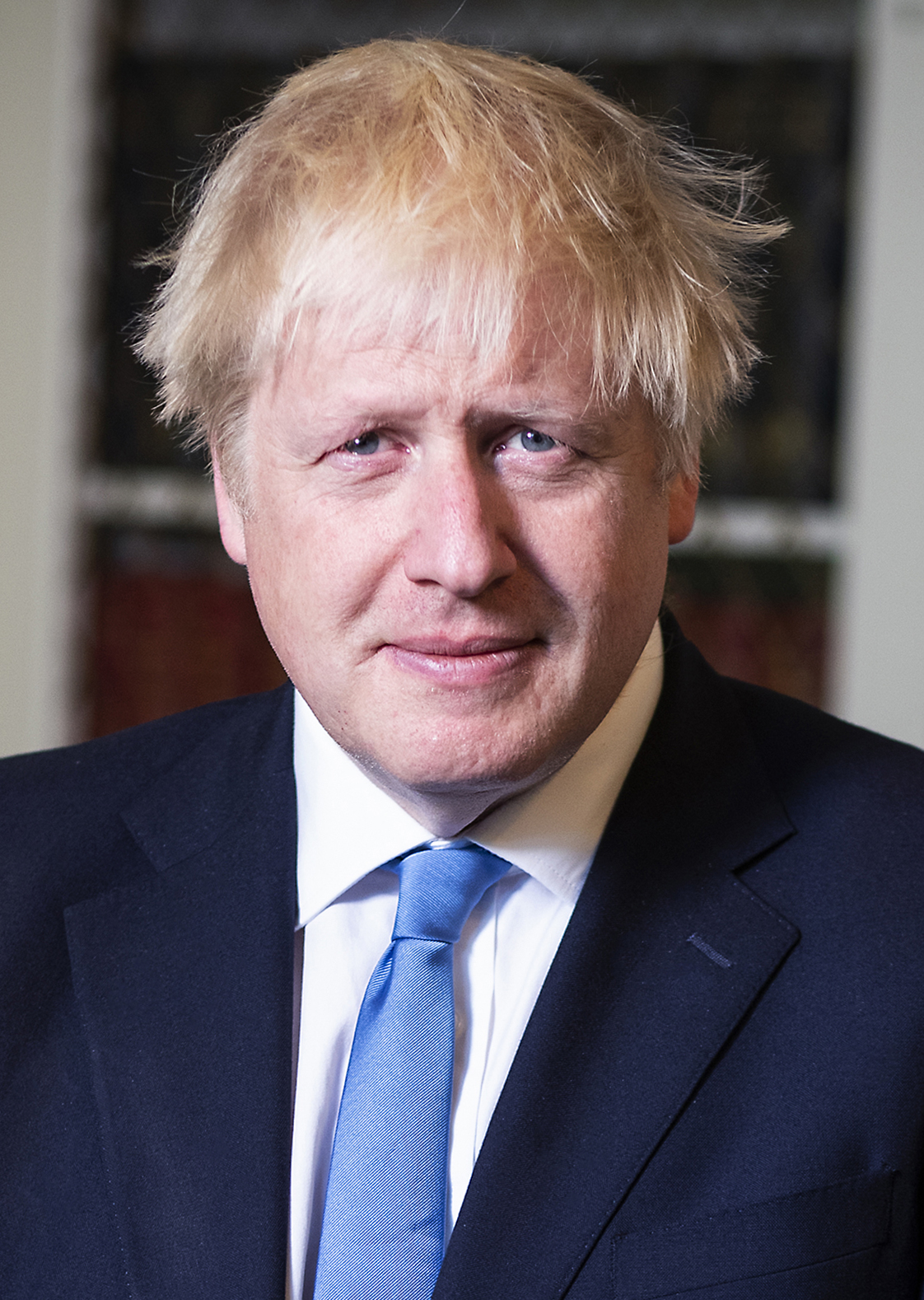
Boris Johnson
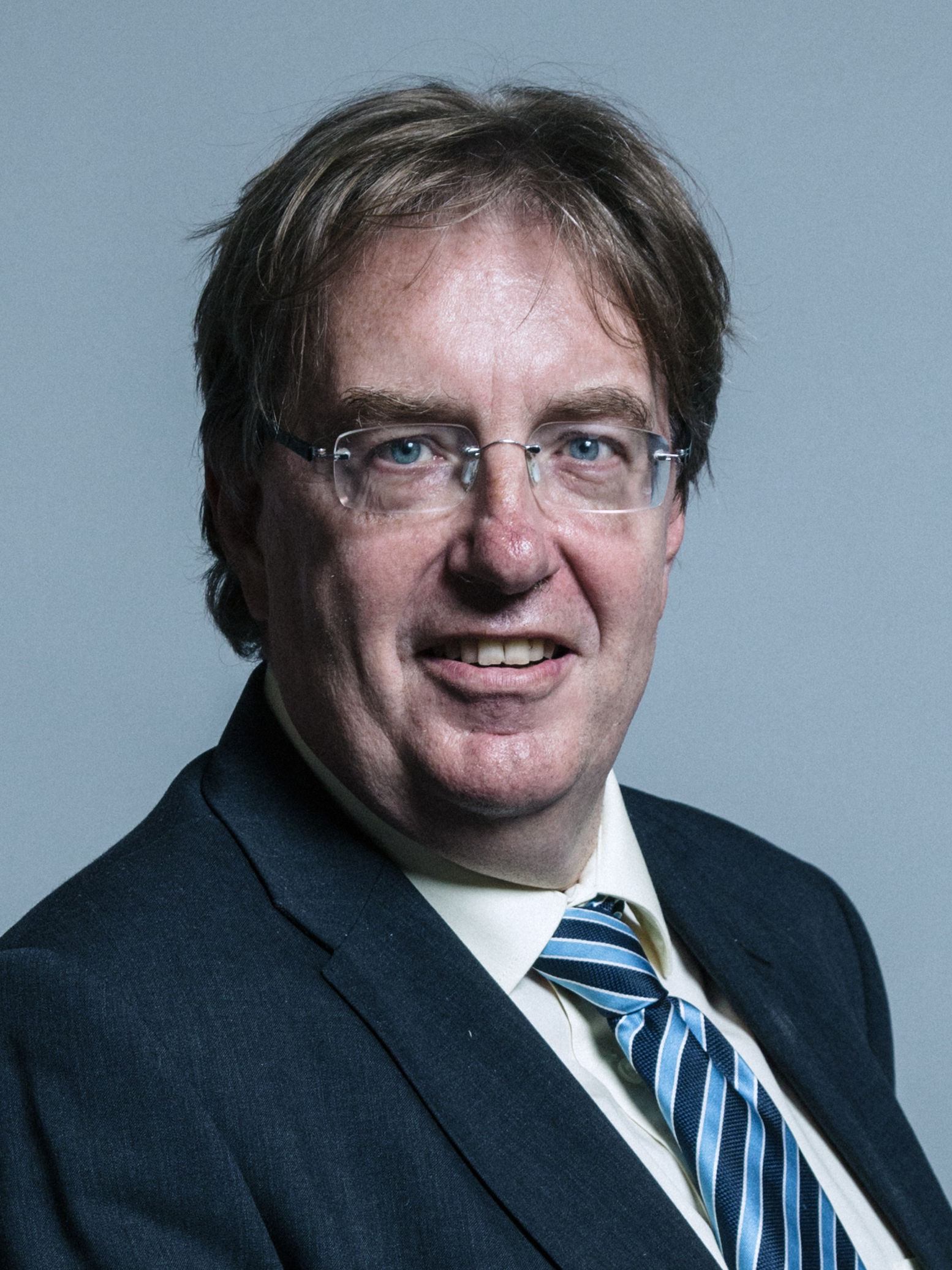
John Howell